# Sonata per a piano núm. 14 (Mozart)
La Sonata per a piano núm. 14 en do menor, K. 457, és una composició de Wolfgang Amadeus Mozart acabada el 14 d'octubre de 1784, tal com apareix en el catàleg privat de les seves obres que portava el mateix Mozart. Fou publicada per l'editorial Artaria com a opus 11, pel desembre de 1785, juntament amb la Fantasia en do menor, KV 475. Artaria era la principal editora de les obres de Mozart a Viena.
La pàgina de títol porta una dedicatòria a Thérèse von Trattner, que va ser una de les alumnes de Mozart a Viena. El seu marit era un important editor, a més de ser al mateix temps el propietari de Mozart. D'altra banda, el matrimoni Trattner van ser padrins de quatre dels fills de Mozart.
La sonata va ser composta durant el període de deu anys en què Mozart va treballar com a artista per compte pròpia a Viena, després que el 1781 renunciés al patronatge de Hieronymus von Colloredo, el Príncep-Arquebisbe de Salzburg. Aquesta obra és una de les primeres sonates de les sis que va compondre en els seus anys a Viena i va ser escrita probablement com a eina didàctica per als seus deixebles o per a ús personal. Durant aquest temps, les sonates eren compostes en general per l'àmbit domèstic, al contrari de les simfonies o els concerts.

## Estructura
L'obra segueix l'estructura tradicional dels tres moviments:
1. Molto allegro
2. Adagio
3. Allegro assai

La interpretació de l'obra sol durar uns divuit minuts.

### I.Molto allegro
| I. Molto Allegro            |
|                             |
| Interpretat al juny de 2010 |
|                             |

El primer moviment està escrit en la forma sonata. Comença amb una fogós passatge amb una línia melòdica ascendent, que apareix dues vegades en el primer grup temàtic, el qual s'estén entre el primer i el dinovè compassos. El segon grup temàtic, escrit en mi bemoll major, la tonalitat relativa de do menor, apareix per primera vegada entre els compassos 23 i el 71. L'exposició comença al compàs 71 i el desenvolupament s'estén entre els compassos 75 i 99. Aquest fragment de la sonata és el més inestable harmònicament, desenvolupant-se tant en fa menor com en sol menor, abans de tornar a do menor. La reexposició es produeix entre els compassos 100 i el 168, i la coda posa fi al moviment entre els compassos 168 i 185.

### II.Adagio
El moviment lent està escrit en forma rondó i en la tonalitat de mi bemoll major. El seu caràcter és elegant i tranquil, proporcionant un fort contrast amb el primer i el tercer moviments. El grup temàtic principal, o subjecte A, s'estén en els set primers compassos. La forma global del moviment és ABACA, amb una coda al final des del compàs 47 fins al 57.

### III.Allegro assai
El tercer moviment reprèn el caràcter dramàtic del primer. Està escrit en forma rondó-sonata. El primer grup temàtic en la tònica és bastant llarg, i apareix per primera vegada entre els primers 44 compassos del moviment, per enllaçar amb el segon grup temàtic en mi bemoll major, que apareix entre els compassos 47 i 96. El grup temàtic principal torna encara incomplet des del compàs 103 fins al 145 i també proveeix d'un nexe a la següent secció. Aquesta secció, en forma sonata, es podria considerar un desenvolupament, però és força breu; s'estén només entre els compassos 146 i el 166 i, per tant, es pot considerar simplement un episodi. L'episodi condueix a la reexposició, que comença amb un segon grup temàtic modificat en mi bemoll major. A continuació, el primer grup temàtic retorna a la tònica, i reapareixen fragments de l'episodi entre els compassos 175 i 287, quan apareix una coda que tanca la peça, entre els compassos 288 i 319. El moviment conclou amb dos acords força dramàtics.

## Relació de la fantasia amb la sonata
La Fantasia en do menor, K 475, va ser completada uns set mesos abans que la Sonata en do menor. Mozart apuntà al seu catàleg personal d'obres la data d'acabament: el 20 de maig de 1785. Els especialistes no es posen d'acord en si Mozart va tractar o no d'interpretar les dues obres juntes. Encara que es van publicar juntes amb el mateix nombre d'opus, Mozart va interpretar en alguna ocasió ambdues obres per separat.
La fantasia té per naturalesa un caràcter més d'improvisació que la subseqüent sonata, i el parell presenta una correlació clàssica de la combinació barroca de fantasia i fuga. La fantasia i la sonata estan unides per un focus en el registre dels baixos i per les octves en la clau de fa. S'ha suggerit que els estils tant de Muzio Clementi com de Carl Philipp Emanuel Bach van influir en la composició de la fantasia, encara que no se sap si conscient o inconscientment.

## Transcendència de la tonalitat
La Sonata per a piano núm. 14 és una de les dues sonates que Mozart va compondre en un mode menor; l'altra és la gran Sonata per a piano núm. 8 en la menor (K. 310), escrita sis anys abans, aproximadament en l'època que va morir la seva mare. Mozart escollia les tonalitats de les seves composicions amb molta cura; per tant, el fet d'haver escollit la de do menor per a aquesta sonata implica que aquesta peça era potser una obra molt personal.

## L'autògraf redescobert
Un autògraf original de les dues obres va ser redescobert el 1990 al Eastern Baptist Theological Seminary de Filadèlfia per Judith DiBona, una pianista aficionada i encarregada de comptabilitat a l'escola de noies de l'Eastern. Es va contactar amb Eugene K. Wolf, de la Universitat de Pennsilvània, a fi d'identificar i autenticar els manuscrits. Wolf va començar a realitzar una sèrie d'investigacions per esbrinar la data de composició dels moviments de la sonata i de la fantasia, que estan publicades a The Journal of Musicology el 1992. En primer lloc, les seves investigacions van confirmar que la fantasia i la sonata havien estat escrites per separat, a causa de diferències en la grandària dels pentagrames, els tipus de paper, i fins i tot en el color de la tinta entre els dos manuscrits. Wolf també va trobar diferències pel que fa al tipus de paper entre el primer i tercer moviments, i el segon moviment, fet que implica que l'Adagio fou escrit en un moment diferent a la resta de la sonata. Per a Wolf, aquest segon moviment es va compondre abans que els altres dos com una peça didàctica per a Thérèse von Trattner, una alumna de Mozart. Com el segon moviment està en forma rondó i és més lent que els altres, és perfectament possible que existís independentment de la sonata molt abans que els altres moviments.

## Relació amb la Patètica de Beethoven
Ludwig von Köchel, sobre aquesta sonata, va dir: «Sens dubte, aquesta és la més important de totes les sonates per a pianoforte de Mozart. Sobrepassant a totes les altres a causa del seu foc i la seva passió que, fins a l'última nota, es respira a través d'ella; anuncia la sonata per a pianoforte, tal com estava destinada a convertir-se en mans de Beethoven». En efecte, aquesta sonata de Mozart resulta ser, en molts aspectes, profètica amb relació a la gran Sonata per a piano núm. 8 en do menor, «Patètica», de Ludwig van Beethoven, a la qual s'anticipa en uns quinze anys. Ambdues obres comparteixen un mateix pla global. D'aquesta manera, els observadors s'adonen que el tema de l'espaiós segon moviment de l'obra de Mozart és força similar al que Beethoven crea per al segon moviment Adagio cantabile de la sonata «Patètica».

## Partitures
- Partitura lliure de la Sonata núm 11 al Mutopia Project